# Marcus Antonius
Marcus Antonius (trong tiếng Latin: M·ANTONIVS·M·F·M·N) (khoảng 14 tháng 1 năm 83 TCN - 1 tháng 8 năm 30 TCN) được biết đến trong tiếng Anh là Mark Antony, là một chính trị gia và một thống chế La Mã. Ông là một người ủng hộ quan trọng và là một người bạn trung thành của Gaius Julius Caesar như là tướng lĩnh quân đội và là người thừa kế tài sản trở thành một người cháu thứ hai của Ceasar. Sau vụ ám sát Ceasar, Antonius chính thức thành lập một liên minh chính trị với Octavianus (Augustus) và Marcus Aemilius Lepidus, được biết đến trong lịch sử ngày nay với tên Liên minh tam hùng lần thứ 2.
Chế độ tam hùng bị phá vỡ vào năm 33 TCN. Bất đồng giữa Octavianus và Antonius nổ ra cuộc nội chiến. Cuộc chiến cuối cùng của Cộng hòa La Mã vào năm 31 TCN. Antonius bị đánh bại bởi Octavianus tại trận thủy chiến Actium và tại trận đánh quyết định bên ngoài Alexandria. Ông buộc phải tự tử và người vợ Ai Cập của ông, Cleopatra, cũng tự sát ngay sau đó.

## Khởi nghiệp
Là Một thành viên của dòng họ Antonia, Antonius đã được sinh ra vào mùa đông 87-86 TCN, có lẽ là trong quân đội của Sulla vây hãm Athena trong chiến tranh Mithridates. Người cha cùng tên với ông, Marcus Antonius Creticus, con trai của nhà diễn giả lớn Marcus Antonius người đã bị giết hại và chém đầu theo lệnh của Gaius Marius vào cuối năm 87 TCN. Mẹ của ông, Julia là con gái của Lucius Caesar (quan chấp chính năm 90 TCN, quan giám sát năm 89 TCN), một nạn nhân khác của phe Marius cùng với nhà hùng biện Antonius. Cha của ông (pháp quan năm 74 TCN) mất năm 71 TCN, trong khi ông đang chỉ huy cuộc chiến chống bọn hải tặc ở Địa Trung Hải, và Julia sớm tái hôn với Publius Cornelius Lentulus (Sura) (quan chấp chính năm 71) một quý tộc chính trị cao quý.
Theo như tiểu sử của Plutarchus, ông dành tuổi thiếu niên của mình lang thang trên đường phố của Roma cùng với em trai và những người bạn của mình, đặc biệt là Gaius Curio (sau này là quan bảo dân năm 50 TCN).
Plutarch nói rằng trước năm Antonius được 20 tuổi, ông đã mắc nợ số tiền khoảng 250 talent.(khoảng 5 triệu USD ngày nay)
Sau thời kì liều lĩnh này, Antonius tới Hy Lạp để trốn các chủ nợ của mình và học hùng biện. Sau một thời gian họ tập với các triết gia của Athen, ông đã được triệu tập bởi Aulus Gabinius, thống đốc của Syria, để tham gia vào các chiến dịch chống lại Aristobulus II ở Judaea, và hỗ trợ cho vua Ptolemaios XII Auletes tại Ai Cập. Trong các chiến dịch sau này, ông đã chứng minh mình là một tướng lĩnh kị binh tài giỏi cùng với sự gan dạ và dũng cảm.

## Ủng hộ Caesar
Vào năm 54 TCN, Antonius trở thành một thành viên trong số các tướng lĩnh trong quân đội của Caesar ở Gaul và sau đó là Đức. Ông đã một lần nữa chứng minh tài năng chỉ huy quân sự dẫn đầu trong chiến tranh Gallic, nhưng tính cách của ông là nguyên nhân gây ra sự không ổn định ở bất cứ nơi nào mà ông đến. Antonius và Caesar được kể lại là những người bạn rất thân thiết. Antonius bao giờ cũng tự biến mình thành trợ thủ đắc lực cho Caesar trong những chiến dịch của ông ấy.
Dưới sự ảnh hưởng của Caesar, ông đã nhanh chóng vươn tới quyền lực, trở thành quan coi quốc khố, chiêm tinh gia, quan bảo dân của tầng lớp bình dân (50 TCN). Hai nhiệm kỳ làm thống đốc của Caesar, trong khoảng thời gian mười năm, đã hết hạn vào năm 50 TCN, và ông muốn trở về Rome để tham gia cuộc bầu cử chấp chính quan. Nhưng sự chống đối từ phe bảo thủ trong Viện nguyên lão La Mã, dẫn đầu bởi Pompey, yêu cầu Caesar từ chức thống đốc và chỉ huy quân đội trước khi được cho phép tham gia cuộc bầu cử quan chấp chính. Caesar sẽ không làm như vậy, vì hành động đó ít nhất là tạm thời sẽ làm cho ông ta chỉ là một công dân và qua đó khiến ông ta có thể bị đưa ra để truy tố đối với hành vi của mình trong khi tổng đốc một tỉnh. Để ngăn chặn điều này xảy ra Caesar hối lộ quan bảo dân Curio sử dụng quyền phủ quyết của mình để ngăn chặn một nghị định của các nguyên lão mà sẽ khiến Caesar mất quân đội, chỉ huy cấp tỉnh, và sau đó chắc chắn giúp Antonius được bầu làm quan bảo dân tiếp theo. Antony đã thực hiện quyền phủ quyết của quan bảo dân của mình, với mục đích ngăn chặn một nghị định của viện nguyên lão tuyên bố thiết quân luật chống lại quyền phủ quyết, và đã bị trục xuất khỏi viện nguyên lão với một người ủng hộ khác của Caesar, Cassius, người cũng là một quan bảo dân của người bình dân. Caesar vượt sông Rubicon khi nghe về những công việc mà phe Cộng hòa mà đã bắt đầu cuộc nội chiến. Antony rời Rome và tham gia cùng Caesar và quân đội của ông tại Ariminium. Antonius cai quản Ý trong khi Caesar hủy diệt các quân đoàn của Pompey ở Tây Ban Nha, và đã lãnh đạo quân tiếp viện đến Hy Lạp, trước khi chỉ huy cánh phải đội quân của Caesar ở Pharsalus. Khi Caesar trở thành nhà độc tài lần thứ hai, Antonius trở thành tổng chỉ huy kị binh, và với tư cách này ông vẫn còn ở Ý là người quản lý bán đảo trong năm 47 trước Công nguyên, trong khi Caesar chiến đấu với những người cuối cùng của phe Pompey, những người đã ẩn náu trên địa bàn tỉnh châu Phi.
Trong năm 46 TCN, ông dường như đã thực hiện hành vi phạm tội vì Caesar khẳng định về việc phải thanh toán cho số tài sản của Pompey mà Antonius đã công khai mua, nhưng trong thực tế chỉ đơn giản là chiếm đoạt. Xung đột sớm xuất hiện, vào những dịp khác, Antonius đã sử dụng đến bạo lực. Hàng trăm công dân đã thiệt mạng và bản thân Rome rơi vào một tình trạng hỗn loạn. Caesar là người không hài lòng nhất với toàn bộ sự việc và loại bỏ Antonius khỏi toàn bộ trách nhiệm chính trị mà ông gánh vác. Hai người đã không gặp nhau trong hai năm. Sự ghẻ lạnh đã không tiếp tục lâu dài, với việc Antonius gặp mặt nhà độc tài tại Narbo (năm 45 trước Công nguyên) và từ chối đề nghị của Trebonius rằng ông nên tham gia vào âm mưu sẽ được tiến hành. Sự hòa giải đến vào năm 44 trước Công nguyên, khi Antonius đã được lựa chọn là đối tác cho chức chấp chính quan lần thứ năm của Caesar.
Bất cứ mâu thuẫn gì đã tồn tại giữa hai người đi chăng nữa, Antonius vẫn trung thành với Caesar nhưng có một điều đáng chú ý là theo Plutarch (đoạn 13) Trebonius, một trong số những kẻ chủ mưu, đã thăm dò ông một cách kín đáo và thận trọng... Antonius đã hiểu được ý định của ông ta... nhưng cũng không đồng ý giúp đỡ: vào thời điểm đó ông cũng đã không trình báo lại cuộc trò chuyện với Caesar. Vào ngày 15, tháng 2 năm 44 TCN, trong lễ hội Lupercalia, Antonius công khai dâng tặng Caesar một chiếc vương miện. Đây là một sự kiện đầy ý nghĩa: một vương miện là một biểu tượng của một vị vua, và với việc từ chối nó, Caesar đã chứng minh rằng ông ta không có ý định lên ngôi vua. Trong đêm trước khi vụ ám sát của Julius Caesar, Casca, Marcus Junius Brutus và Cassius đã quyết định rằng nên tha mạng cho Marcus Antonius.. Trong cuộc khủng hoảng sảy ra xung quanh sau vụ ám sát Ceasar, Antonius bỏ trốn khỏi Roma và ăn mặc như một nô lệ, vì sợ rằng vụ ám sát nhà độc tài sẽ là sự khởi đầu của một cuộc tắm máu đối với những người ủng hộ ông ta. Khi điều này đã không xảy ra, ông đã sớm quay trở về Rôma, thảo luận về một thỏa thuận đình chiến với phe ám sát. Trong một thời gian sau đó, Antonius, đang là chấp chính quan, dường như đã theo đuổi sự hòa giải và chấm dứt những căng thẳng chính trị. Sau bài phát biểu của Cicero tại viện nguyên lão, một lệnh ân xá cho những kẻ ám sát đã được thông qua.
Vụ ám sát Caesar khiến cho sự bất mãn lan rộng trong tầng lớp trung lưu và tầng lớp bình dân La Mã vì Caesar vốn được lòng dân. Đám đông đã trở nên quá khích tại tang lễ của Caesar và họ đã tấn công nhà của Brutus và Cassius. Antonius, Octavianus và Lepidus, đã lợi dụng tâm trạng của những người bình dân và kích động họ chống lại phe Optimates. Căng thẳng ngày càng leo thang và cuối cùng trở nên mất kiểm soát và dẫn đến cuộc nội chiến của những người giải phóng sau đó 

## Kẻ thù của đất nước và chế độ Tam Hùng
Antonius lúc này là viên chấp chính quan duy nhất, và ông đã tập hợp quanh mình các cựu chiến binh của Caesar và buộc viện nguyên lão phải giao cho ông tỉnh Cisalpine Gaul, mà lúc đó được Decimus Junius Brutus Albinus, một trong những kẻ chủ mưu, cai quản. Brutus từ chối chuyển giao lại hành tỉnh và Antonius bắt đầu tiến đánh ông ta vào đầu năm 43 trước Công nguyên, rồi bao vây ông ta tại Mutina.
Được sự khuyến khích bởi Cicero, viện nguyên lão lên án Antonius và trong tháng 1 năm 43 họ ban cho Octavianus quyền tuyệt đối (quyền chỉ huy), thừa nhận đội quân của ông ta là hợp pháp và phái ông ta tới giải vây, cùng với Aulus Hirtius và Gaius Vibius Pansa Caetronianus, các chấp chính quan của năm 43 TCN. Vào tháng 4 năm 43, quân đội của Antonius bị đánh bại trong trận Forum Gallorum và tại Mutina, và điều này buộc Antonius phải rút lui về Transalpine Gaul. Tuy nhiên, cả hai viên chấp chính quan đều lại đã tử trận, và giúp cho Octavianus nắm toàn quyền chỉ huy đối với quân đội của họ.
Khi họ biết rằng những kẻ ám sát Caesar, Brutus và Cassius, đã tập hợp được một đội quân và đang trên đường hành quân tiến về Roma, Antonius, Octavianus và Lepidus đã liên minh lại với nhau vào tháng 11 năm 43 TCN, tạo nên chế độ tam hùng lần thứ hai, để ngăn chặn họ. Brutus và Cassius sau đó đã bị Antonius và Octavianus đánh bại trong trận Philippi vào tháng 10 năm 42 TCN. Sau trận chiến này, một thỏa thuận mới đã được thực hiện giữa các thành viên của chế độ tam hùng lần thứ hai: trong khi Octavianus trở về Roma, Antonus nắm quyền cai quản các tỉnh phía đông. Lepidus tiếp tục cai quản Hispania và các tỉnh ở châu Phi. Các bộ kẻ thù của bộ ba tam hùng đã bị đặt ra ngoài vòng pháp luật bao gồm cả Cicero, người đã bị giết hại vào ngày 7, tháng 12 năm 43 TCN.

## Quan hệ với Cleopatra

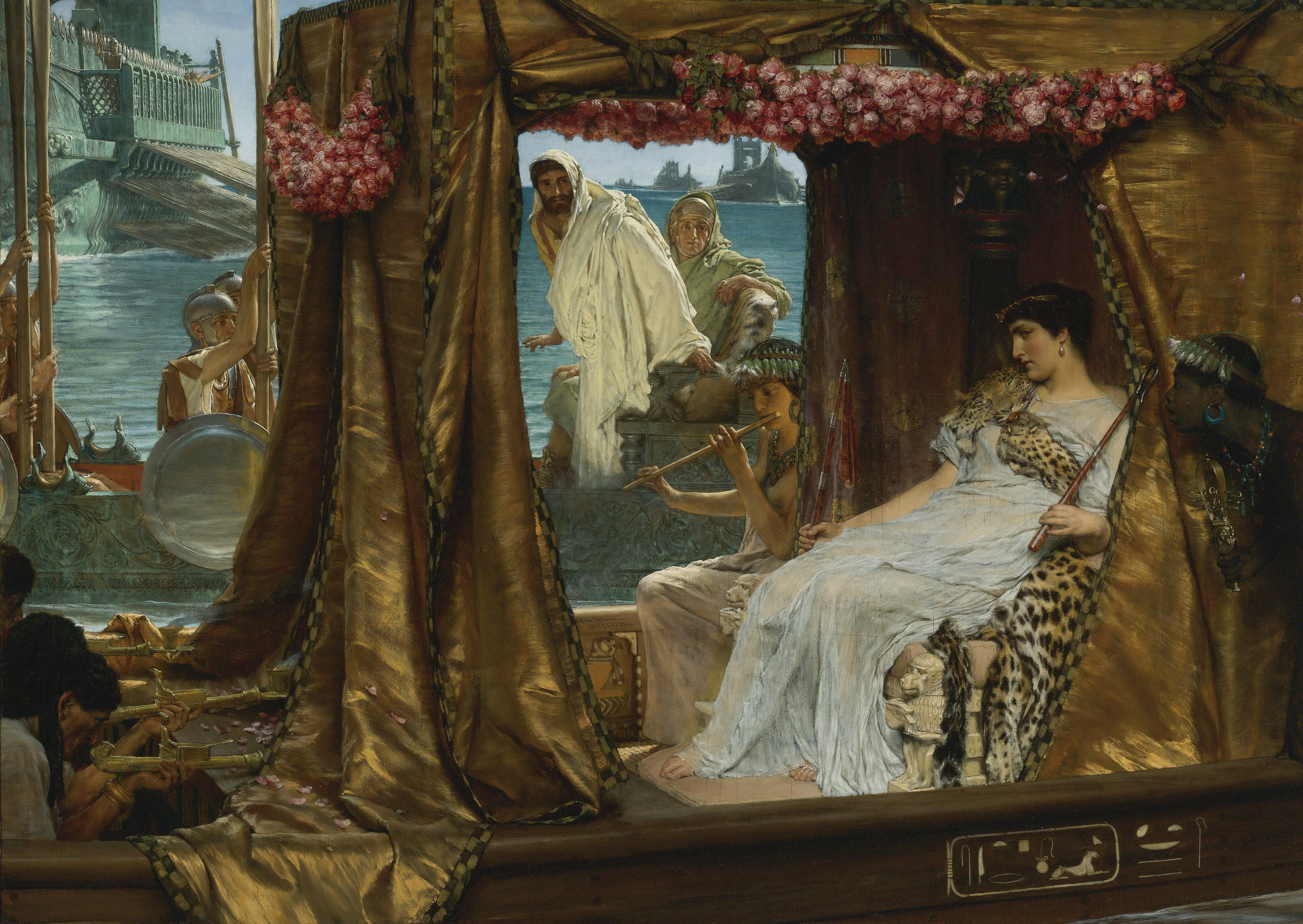
Antony và Cleopatra (1883) của Lawrence Alma-Tadema

Vào tháng 10 năm 41 TCN, Antonius đã triệu tập Cleopatra đến Tarsus và ở đó họ đã thành lập một liên minh thông qua việc trở thành tình nhân của nhau. Antonius tiếp đó đã trở lại Alexandria với Cleopatra và ông dành mùa đông năm 41 TCN - 40 TCN ở nơi đây. Vào mùa xuân năm 40 TCN, Antonius đã buộc phải quay trở lại Roma sau khi nghe tin báo về việc người vợ Fulvia của ông tham gia vào cuộc nội chiến với Octavianus trên danh nghĩa của ông. Nhưng Fulvia lại qua đời trong khi Antonius đang trên đường tới Sicyon (nơi Fulvia bị lưu đày). Antonius sau đó giảng hòa với Octavianus vào tháng 9 năm 40 TCN và kết hôn với người chị Octavia nhỏ của Octavianus.
Trước đó, Đế quốc Parthia đã ủng hộ cho Brutus và Cassius trong cuộc nội chiến và phái quân tới chiến đấu với họ tại Phillipi, sau khi Antonius và Octavianius giành chiến thắng, người Parthia lại tiếp tục xâm chiếm lãnh thổ của La Mã, họ đánh chiếm Syria, tiến vào Tiểu Á và đưa Antigonus lên làm ông vua bù nhìn ở Judea để thay thế cho vua Hyrcanus vốn ủng hộ người La Mã. Antonius đã phái vị tướng Ventidius của mình tới chống lại cuộc xâm lược này. Ventidius sau đó đã giành được một loạt các chiến thắng trước người Parthia, giết chết Thái tử Pacorus và trục xuất họ khỏi các vùng lãnh thổ củ của La Mã mà họ đã chiếm đóng.
Antonius lúc này lên kế hoạch trả đũa bằng cách xâm lược Parthia, và đạt được một thỏa thuận với Octavianus nhằm cung cấp thêm binh sĩ cho chiến dịch của ông. Với việc mục đích quân sự này chiếm trọn tâm trí của mình, Antonius đi thuyền tới Hy Lạp với Octavia, tại đây ông cư xử một cách ngông cuồng nhất, tự cho mình là vị thần Hy Lạp Dionysus vào năm 39 TCN. Nhưng cuộc nổi loạn ở Sicily của Sextus Pompeius đã khiến cho quân đội mà Antonius được hứa hẹn bị giữ lại ở Ý. Với việc kế hoạch của mình một lần nữa bị gián đoạn, Antonius và Octavianus đã tranh cãi với nhau một lần nữa. Lần này với sự giúp đỡ của Octavia, một hiệp ước mới đã được ký kết ở Tarentum trong năm 38 TCN. Chế độ tam hùng đã tiếp tục được kéo dài với một thời hạn năm năm nữa (kết thúc vào năm 33 TCN) và Octavianus hứa một lần nữa sẽ gửi quân đoàn về phía Đông.

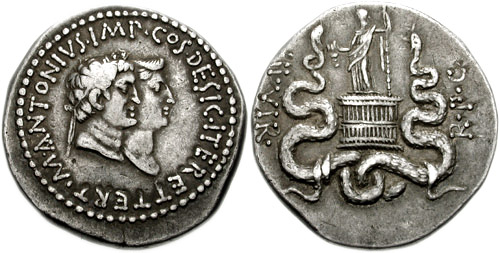
Hình của Antonius và Octavia trên đồng tiền bạc Tetradrachm tìm thấy tại Ephesus, khoảng năm 39 TCN.

Nhưng bây giờ, Antonius đã hoài nghi về sự hỗ trợ thực sự của Octavianus đối với mục tiêu Parthia của mình. Bỏ mặc Octavia đang mang thai người con thứ hai Antonia tại Roma, ông đã khởi hành đến Alexandria, tại đây ông dự kiến sẽ có được sự hỗ trợ tiền bạc từ Cleopatra, người đã sinh cho ông một cặp song sinh. Nữ vương Cleopatra đã cho ông mượn số tiền cần thiết dành cho quân đội, và sau khi đánh chiếm Jerusalem và các khu vực xung quanh vào năm 37 TCN, ông đã đưa Herod lên làm vị vua bù nhìn của xứ Judea, thay thế Antigonus được Parthia bổ nhiệm. Antonius sau đó xâm chiếm lãnh thổ của người Parthia với một đội quân khoảng 100.000 lính La Mã và các đội quân đồng minh nhưng chiến dịch này đã chứng tỏ là một thảm họa. Sau khi thất bại trong trận chiến cùng với sự đào ngũ của đồng minh Armenia và thất bại của ông trong việc chiếm các pháo đài của Parthia, Antonius đã buộc phải rút lui, quân đội của ông còn bị kiệt sức hơn nữa bởi những khó khăn trong việc rút quân qua Armenia và ở giữa mùa đông, và ông đã tổn thất hơn một phần tư số binh sĩ của mình trong suốt chiến dịch.
Trong khi đó, tại Rome, chế độ tam hùng đã không còn nữa. Octavianus buộc Lepidus phải thôi chức sau khi vị Tam hùng già nhất trong chế độ ham hùng đã cố gắng tiến hành một động thái chính trị thiếu khôn ngoan. Bây giờ là người nắm giữ quyền lực duy nhất, Octavianus lại bận rộn với lôi kéo tầng lớp quý tộc truyền thống của chế độ Cộng hòa để về phía ông ta. Ông ta kết hôn với Livia và bắt đầu tấn công Antonius với mục đích đưa bản thân mình lên nắm quyền. Ông ta lập luận rằng Antonius là một người thấp kém về đạo đức vì đã bỏ mặc người vợ chung thủy của mình tại Roma cùng với những người con với Nữ vương lăng nhăng của Ai Cập. Antonius đã bị buộc tội tất cả mọi thứ, nhưng trên hết, "Chạy theo người bản địa" (tiếng Anh: go native) là một tội ác không thể tha thứ đối với những người La Mã giàu kiêu hãnh. Antonius đã được triệu tập tới Roma nhiều lần nhưng cuối cùng ông vẫn ở lại Alexandria với Cleopatra. Một lần nữa với tiền bạc của Ai Cập, Antonius lại xâm lược Armenia, lần này thì ông đã thành công. Khi ca khúc khải hoàn trở về, ông đã cử hành một lễ diễu binh mừng chiến thắng của La Mã giả trên các đường phố của Alexandria. Cuộc diễu hành qua thành phố là một sự mô phỏng của lễ kỷ niệm quân sự quan trọng nhất của Roma. Vào lúc cuối cùng của buổi lễ, toàn bộ thành phố đã được triệu tập để nghe một tuyên bố chính trị rất quan trọng. Bị bao quanh bởi Cleopatra và các con của ông với bà, Antonius cuối cùng đã tuyên bố kết thúc liên minh của mình với Octavianus.
Vào năm 34 TCN, mùa thu, Marcus Antonius đã phân chia các Vương quốc cho những người con của mình: con trai Alexandros Helios được đặt phong là Quốc vương của Armenia, Media và Parthia (những vùng đất này hầu hết không nằm dưới sự kiểm soát của Roma), người em gái song sinh Selena của Alexander thì nhận được Cyrenaica và Libya, và người con trai út Ptolemaios Philadelphos đã được trao cho Syria và Cilicia. Về phía Cleopatra, bà tuyên bố tước hiệu 「"Nữ vương của các Vị vua"; Queen of Kings」, cùng cai trị với con trai giữa bà với Caesar là Caesarion - người sau đó được tuyên tước hiệu 「"Vua của các vị Vua"; King of Kings」. Quan trọng nhất hơn cả, Caesarion được Antonius tuyên bố là con trai và người thừa kế hợp pháp của Caesar. Những lời tuyên bố này đã gây ra một sự bất hòa nghiêm trọng trong mối quan hệ của Antonius với Roma và lịch sử gọi sự kiện này là 「Donations of Alexandria」 hay "Sự quyên cúng dành cho Alexandria". Cũng trong dịp này, Cleopatra ăn mặc như nữ thần Isis trong một buổi lễ long trọng, và có nghi vấn chính dịp này thì Cleopatra cùng Antonius đã làm đám cưới chính thức. Sử gia như Duane W. Roller trong Cleopatra: a biography không rõ liệu hai người có chính thức kết hôn hay không, thì Stanley M. Burstein trong The Reign of Cleopatra khẳng định cả hai đã kết hôn với nhau chính thức, và đó là dấu hiệu ông ly hôn với Octavia cũng như là lời tuyên bố chính thức kết thúc liên minh với Octavianus.